# Лесовая (Ивано-Франковская область)
Лесовая (укр. Лісова) — село в Рогатинской городской общине Ивано-Франковского района Ивано-Франковской области Украины.
Население по переписи 2001 года составляло 6 человек. Занимает площадь 0,102 км². Почтовый индекс — 77000. Телефонный код — 03435.